# Lucian-Daniel Stanciu-Viziteu
Lucian-Daniel Stanciu-Viziteu (n. 10 septembrie 1984) este un deputat român, ales în 2016. Actualmente este primar al municipiului Bacău, funcție câștigată la alegerile locale din 2020.

## Scurt parcurs profesional
Olimpic național la informatică, Lucian-Daniel Stanciu-Viziteu avea un portofoliu impresionant de proiecte de specialitate încă de pe băncile școlii. Astfel a fost ușor selectat de o companie de top din domeniul IT încă din primul semestru al anului întâi de facultate. Era student la Facultatea de Automatică și calculatoare din cadrul Universitatii “Politehnica” București.  A lucrat pe toată durata studiilor universitare în regim part time. Printre angajatori menționăm Gameloft București, AG Interactive și IPDevel București. Aptitudinile de programator în limbaje precum C++, Pyton, Pearl, Symbian, sunt utilizate cu success în domenii variate precum telefonia mobilă, robotica, finanțele și electronica. 
Ultimul an de facultate îl face în paralel cu un master în statistică la Universitatea Pierre Mendès France din Grenoble. Este acceptat la doctorat în Finanțe și după 4 ani de cercetare științifică obține titlul de doctor cu cel mai înalt calificativ “Summa cum laude”. Pe lângă activitățile de cercetare științifică, în calitate de asistent universitar preda mai multe discipline printre care Microsoft Excel avansat și Statistică. De asemenea este acceptat la Banca Central Europeană de la Frankfurt în 2011 pentru un stagiu de pregătire. Aici cercetează aspecte legate de finanțe publice europene, folosind printre altele, unelte de gestiune si vizualizare de retele complexe. Ulterior, continuă pregătirea cu un al doilea stagiu la Banca Națională de la București. La sfârșitul studiilor de doctorat i se propune un post universitar la Paris.
În 2012 se întoarce în țară împreună cu tânăra sa familie. Din 2012 până în 2016 lucrează ca freelancer internațional pe proiecte multidisciplinare de statistică, finanțe, informatică și alte domenii de vârf. În paralel este antreprenor, CEO la Izomiorita, proiect beneficiar al liniei de finanțare “Țară lui Andrei”.
În anul 2016 este ales deputat de Bacău, iar în 2020 devine primarul municipiului Bacău. Dovedește curaj în administrație demarând și finalizând proiecte importante pentru oraș.
Este pasionat de sporturile de forță pe care le-a practicat în timpul tezei de doctorat – box, muai thai, rugby. Face înot de întreținere. Iubește muzica, arta și susține cultura și educația.

## Confesiune religioasă
Este botezat și cununat în rit creștin ortodox. Cei doi copii sunt botezați și crescuți în același spirit, inclusiv fiica Lucia.